# Jensen Plowright
Jensen Plowright (* 23. Dezember 1998 in Melbourne) ist ein australischer Radrennfahrer.

## Sportlicher Werdegang
Nach dem Wechsel in die U23 wurde Plowright 2019 Mitglied im australischen Drapac Cannondale Holistic Development Team. Im selben Jahr gewann er die dritte Etappe der New Zealand Cycle Classic. Zur Saison 2020 wechselte er für zwei Jahre zum Team Bridgelane, bei der New Zealand Cycle Classic 2020 konnte er erneut eine Etappe für sich entscheiden. Auf der Bahn wurde er 2021 dreifacher australischer Meister.
Zur Saison 2022 ging Plowright nach Europa und wurde Mitglied in der Equipe continentale Groupama-FDJ. Zu den 24 Saison-Erfolgen seines Teams steuerte er mit dem Gewinn der Youngster Coast Challenge und zwei Etappenerfolgen bei der Triptyque des Monts et Châteaux und der Flanders Tomorrow Tour drei Siege bei. Nach seinen Erfolgen erhielt er zur Saison 2023 einen Vertrag beim UCI WorldTeam Alpecin-Deceuninck. Seine ersten Siege für sein neues Team erzielte er mit zwei Etappenerfolgen bei der Tour of Qinghai Lake 2024.

## Erfolge

### Straße
2019
- eine Etappe New Zealand Cycle Classic

2020
- eine Etappe New Zealand Cycle Classic

2022
- Youngster Coast Challenge
- eine Etappe Triptyque des Monts et Châteaux
- eine Etappe Flanders Tomorrow Tour

2024
- zwei Etappen Tour of Qinghai Lake

### Bahn
2017
- Australischer Meister (Junioren) – Mannschaftsverfolgung (mit Godfrey Slattery, Isaac Buckell und Riley Hart)

2018
- Ozeanienmeisterschaften – Mannschaftsverfolgung (mit Benjamin Harvey, Cooper Sayers und Zack Gilmore)

2021
- Australischer Meister – Mannschaftsverfolgung (mit Bill Simpson, Patrick Eddy und Graeme Frislie)
- Australischer Meister – Punktefahren und Omnium